# أندرو لين (كاتب)
أندرو لين (بالإنجليزية: Andrew Lane)‏ ولقبه أندي لين (بالإنجليزية: Andy Lane)‏ (17 أبريل 1963-) هو كاتبٌ وصحفيٌ بريطاني، أُشتُهر بالسلسلة الروائية «الشاب شارلوك هولمز» (بالإنجليزية: Young Sherlock Holmes). وقد كتب سابقاً عدة روايات في سلسلة Virgin New Adventure، وقدم دراما صوتية لشركة Big Finish مستوحاة من مسلسل الخيال العلمي دكتور هو.

## نبذة
درس أندرو لين الفيزياء في جامعة ووريك في كوفنتري بإنجلترا، وكان معاصراً وصديقاً للكاتبين جاستن رتشاردز وكريغ هينتون، وعمل سابقاً في وزارة الدفاع في فارنبرة. وقد كان أندرو لين من المعجبين بشخصية شارلوك هولمز، وقد مكنه شغفه وعزمه بها على إعادة إحياء شخصية المحقق الأكثر شهرة في العالم؛ ولكن كشاب في سن المراهقة، وقد لاقى عمله نجاحاً تجارياً، ونال إشادة النقاد. يعيش أندرو لين في دورست منذ عام 2012 مع زوجته وابنه.

## أعماله الروائية[2]

### Lost Worlds[3]
- Lost Worlds - نشر بالإنجليزية عام 2013 - لم يترجم للعربية
- Shadow Creatures - نشر بالإنجليزية عام 2014 - لم يترجم للعربية

### سلسلةالشاب شارلوك هولمز[4][5]
- سحابة الموت (بالإنجليزية: Death Cloud) - النسخة الإنجليزية: 2010 - الترجمة العربية: 2015.
- نيران التمرد (بالإنجليزية: Red Leech) (وفي طبعة الولايات المتحدة: Rebel Fire) - النسخة الإنجليزية: 2010 - الترجمة العربية: 2015.
- الثلج الأسود (بالإنجليزية: Black Ice) - النسخة الإنجليزية 2011 - الترجمة العربية: 2015.
- عاصفة اللهب (بالإنجليزية: Fire Storm) - النسخة الإنجليزية 2011 - الترجمة العربية: 2015.
- لدغة الأفعى (بالإنجليزية: Snake Bite) - النسخة الإنجليزية 2012 - الترجمة العربية: 2015.
- حد السكين (بالإنجليزية: Knife Edge) - النسخة الإنجليزية: 2013 - الترجمة العربية: 2014.
- برودة القبر (بالإنجليزية: Stone Cold) - النسخة الإنجليزية: 2014 - الترجمة العربية 2015.
- استراحة الليل (بالإنجليزية: Night Break) - النسخة الإنجليزية 2015 - لم يترجم للعربية.

### Virgin Books Doctor Who New Adventures[6]

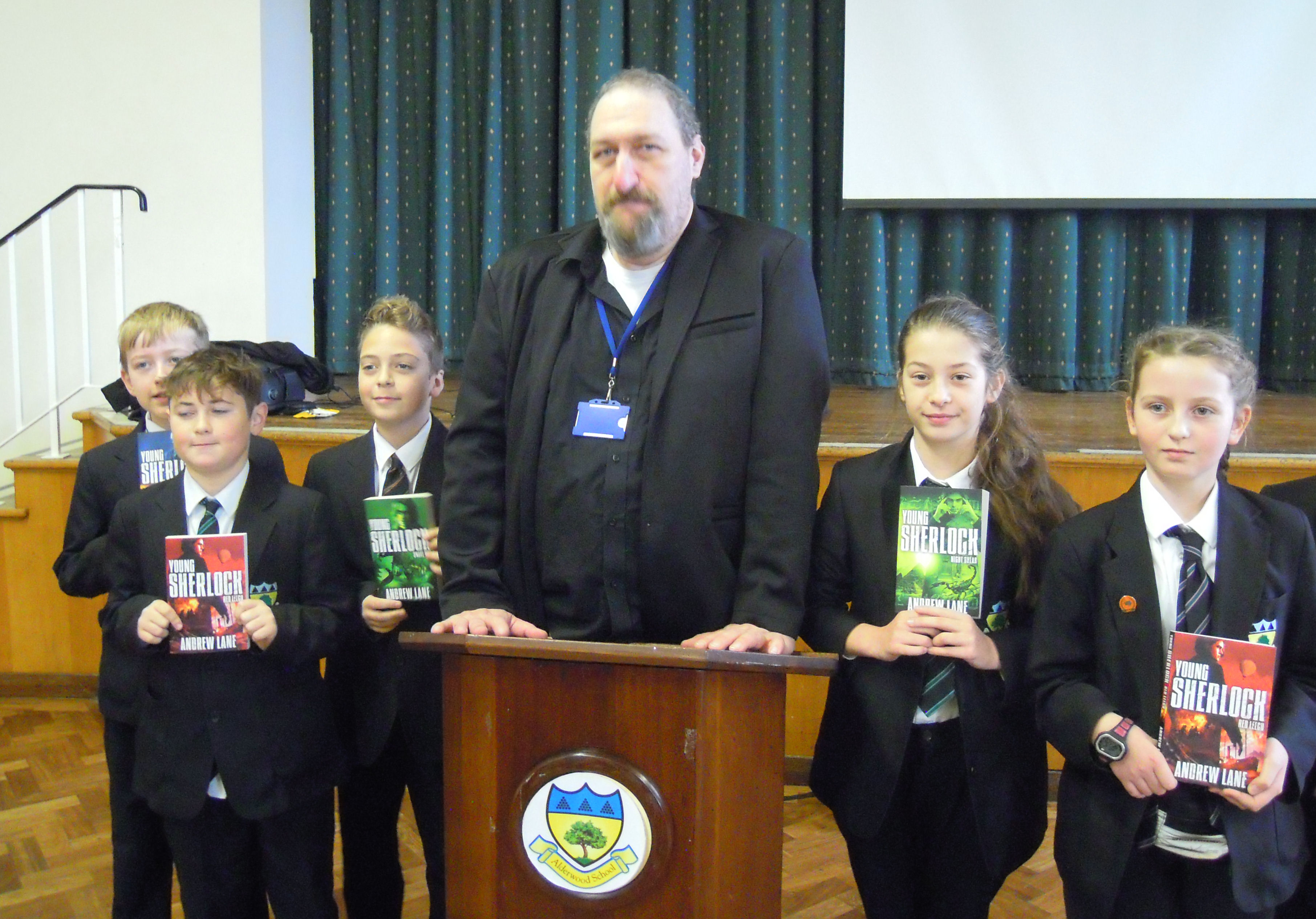
أندرو لين يلتقي طلاب مدرسة Alderwood Senior في هامبشير لمناقشة سلسلة الشاب شارلوك هولمز. (ديسمبر 2018)

- Lucifer Rising (مع Jim Mortimore) - نشر بالإنجليزية عام 1993 - لم يترجم للعربية
- All-Consuming Fire - نشر بالإنجليزية عام 1994 - لم يترجم للعربية

### Virgin Books Doctor Who Missing Adventures[6]
- The Empire of Glass - نشر بالإنجليزية عام 1955 - لم يترجم للعربية

### BBC Books Eighth Doctor Who Adventures[6]
- The Banquo Legacy (مع جاستن ريشتاردز) - نشر بالإنجليزية عام 2000 - لم يترجم للعربية

## الصحافة
كتب أندرو لين مقالات ومراجعات ومقابلات لمجلات مختلفة، من بينها: مجلة DreamWatch، مجلة Radio Times، مجلة SFX، ومجلة Starburst، ومجلة Star Trek، ومجلة Star Wars، وStar Wars Fact Files، وتي في غايد (بالإنجليزية: TV Guide).